# Hambergite
La hambergite è un minerale.